# San Antonio Coyahuacán
San Antonio Coyahuacán är en ort i Mexiko.   Den ligger i kommunen Olinalá och delstaten Guerrero, i den sydöstra delen av landet, 180 km söder om huvudstaden Mexico City. San Antonio Coyahuacán ligger 1 546 meter över havet och antalet invånare är 1 666.
Terrängen runt San Antonio Coyahuacán är kuperad. Runt San Antonio Coyahuacán är det ganska glesbefolkat, med 28 invånare per kvadratkilometer. Närmaste större samhälle är Olinalá, 11,2 km sydväst om San Antonio Coyahuacán. I omgivningarna runt San Antonio Coyahuacán växer huvudsakligen savannskog.